# Connecticut Bicentennials
Los Connecticut Bicentennials fueron un equipo de fútbol de los Estados Unidos que alguna vez jugaron en la North American Soccer League, la desaparecida liga de fútbol más importante del país.

## Historia
Fue fundado en el año 1975 en la ciudad de Hartford, Connecticut con el nombre Hartford Biccentennials hasta que en 1976 se mudaron a New Haven, Connecticut y cambiaron su nombre por el más reciente y su nombre se debió a que en esos años se acercaba la celebración de bicentenario de la independencia de los Estados Unidos y Connecticut fue una de las colonias británicas originales.
Para la temporada de 1978 la franquicia se mudó a Oakland, California y pasaron a llamarse los Oakland Stompers, esto hasta que un año más tarde se movieran a Edmonton para crear a los Drillers, quienes estuvieron en 3 temporadas en la NASL.

## Temporadas
| Año  | Liga        | G  | P  | E | Pts | Temporada Regular                            | Playoffs        | Asistencia |
| ---- | ----------- | -- | -- | - | --- | -------------------------------------------- | --------------- | ---------- |
| 1975 | NASL indoor | 1  | 1  | — | 2   | 2º Región 2                                  | No clasificó    | n/a        |
| 1975 | NASL        | 6  | 16 | — | 61  | 5º División Norte                            | No Clasificó    | 3,720      |
| 1976 | NASL        | 12 | 12 | — | 107 | 4º División Norte, Conferencia del Atlántico | No Clasificó    | 3,420      |
| 1977 | NASL        | 7  | 19 | — | 72  | 5º División Norte, Conferencia del Atlántico | Did Not Qualify | 3,902      |

## Jugadores destacados
| - Jim Barron - Kevin Welsh - Greg Downs - Santiago Formoso - Geoff Hammond | - Randy Horton - Ferruccio Mazzola - Tommy Parkin (1977) - Henry McCully - Geoff Pike | - Telmo Pires - Bruce Stuckey - Johnny Vincent - Peter Chandler - Charlie McCully |